# 四和郵便局
四和郵便局（しわゆうびんきょく）
- 青森県十和田市にある郵便局。本記事にて記述する。

四和簡易郵便局（しわかんいゆうびんきょく）
- 広島県廿日市市にある簡易郵便局。局番号は51835

四和郵便局（しわゆうびんきょく）は青森県十和田市にある郵便局である。民営化前の分類では集配特定郵便局であった（現在は集配機能を廃止）。局番号は84143。

## 概要
住所：〒034-0212 青森県十和田市大字米田字向町198

## 沿革
- 1929年（昭和4年）10月16日 - 四和郵便取扱所として開局。同日から郵便・貯金・為替の事務取扱開始[1]。
- 1931年（昭和6年）
  - 5月21日 - 四和郵便局に改称。同日から集配事務・簡易保険・郵便年金事務取扱開始[1]。
  - 11月26日 - 電話交換業務開始[1]。
  - 12月21日 - 電報配達事務開始[1]。
- 1975年（昭和50年）2月26日 - 電話交換および和文電報配達業務を十和田電報電話局に移管[2]。
- 2007年（平成19年）3月5日 - ゆうゆう窓口（郵便時間外窓口）を廃止し、配達センター局に移行。
- 2007年（平成19年）10月1日 - 民営化に伴い、併設された郵便事業三沢支店四和集配センターに一部業務を移管。
- 2012年（平成24年）10月1日 - 日本郵便株式会社発足に伴い、郵便事業三沢支店四和集配センターを四和郵便局に統合。
- 2024年（令和6年）2月19日 - 集配業務を十和田郵便局に移管[3]。これにより郵便局専用番号（〒034-0299）も廃止。

## 取扱内容
- 郵便、印紙、ゆうパック、内容証明
- 貯金、為替、振替、振込、国債
- 生命保険、バイク自賠責保険
- ゆうちょ銀行ATM

## 周辺
- 十和田市立四和中学校
- 十和田市立四和小学校

## アクセス
- 十和田観光電鉄バス 米田停留所下車、徒歩約1分
- 駐車場なし